# SYT4
SYT4 (англ. Synaptotagmin 4) – білок, який кодується однойменним геном, розташованим у людей на короткому плечі 18-ї хромосоми. Довжина поліпептидного ланцюга білка становить 425 амінокислот, а молекулярна маса — 47 958.
| 10         |  | 20         |  | 30         |  | 40         |  | 50         |
| ---------- |  | ---------- |  | ---------- |  | ---------- |  | ---------- |
| MAPITTSREE |  | FDEIPTVVGI |  | FSAFGLVFTV |  | SLFAWICCQR |  | KSSKSNKTPP |
| YKFVHVLKGV |  | DIYPENLNSK |  | KKFGADDKNE |  | VKNKPAVPKN |  | SLHLDLEKRD |
| LNGNFPKTNL |  | KPGSPSDLEN |  | ATPKLFLEGE |  | KESVSPESLK |  | SSTSLTSEEK |
| QEKLGTLFFS |  | LEYNFERKAF |  | VVNIKEARGL |  | PAMDEQSMTS |  | DPYIKMTILP |
| EKKHKVKTRV |  | LRKTLDPAFD |  | ETFTFYGIPY |  | TQIQELALHF |  | TILSFDRFSR |
| DDIIGEVLIP |  | LSGIELSEGK |  | MLMNREIIKR |  | NVRKSSGRGE |  | LLISLCYQST |
| TNTLTVVVLK |  | ARHLPKSDVS |  | GLSDPYVKVN |  | LYHAKKRISK |  | KKTHVKKCTP |
| NAVFNELFVF |  | DIPCEGLEDI |  | SVEFLVLDSE |  | RGSRNEVIGQ |  | LVLGAAAEGT |
| GGEHWKEICD |  | YPRRQIAKWH |  | VLCDG      |  |            |  |            |

A: Аланін

C: Цистеїн

D: Аспарагінова кислота

E: Глутамінова кислота

F: Фенілаланін

G: Гліцин

H: Гістидин

I: Ізолейцин

K: Лізин

L: Лейцин

M: Метіонін

N: Аспарагін

P: Пролін

Q: Глутамін

R: Аргінін

S: Серин

T: Треонін

V: Валін

W: Триптофан

Кодований геном білок за функцією належить до фосфопротеїнів. 
Задіяний у таких біологічних процесах, як диференціація клітин, альтернативний сплайсинг. 
Білок має сайт для зв'язування з іонами металів, іоном кальцію. 
Локалізований у мембрані, клітинних контактах, цитоплазматичних везикулах, синапсах.